# Echoes: The Best of Pink Floyd
Echoes: The Best of Pink Floyd è una raccolta del gruppo musicale britannico Pink Floyd, pubblicata il 5 novembre 2001 dalla EMI.

## Brani
L'album contiene brani che coprono i trentacinque anni di carriera del gruppo, partendo dal loro primo singolo Arnold Layne del 1967 fino a quello del 1994, High Hopes/Keep Talking, tratto da The Division Bell. Le canzoni, appositamente rimasterizzate, non sono in ordine cronologico, come avrebbe voluto l'ex bassista e leader Roger Waters, bensì divise in due blocchi tematici: nella prima parte si esplorano le costrizioni che opprimono l'uomo, nella seconda il suo desiderio di riscatto. L'intera sequenza non è però formata da tracce separate, bensì le canzoni sono unite e a volte missate l'una all'altra, come accade negli altri concept album pubblicati dal gruppo.

## Titolo
Il titolo della raccolta (proposto da Waters) coincide con quello di uno dei loro brani più famosi; la raccolta è inoltre il primo album a includere la canzone When the Tigers Broke Free che compare nel film di The Wall (in seguito essa è stata inserita nella versione rimasterizzata di The Final Cut del 2004).

## Copertina
La copertina dell'album, ideata da Storm Thorgerson, si basa su un gioco di immagini innestate una dentro l'altra: vi è la cornice di una finestra d'angolo che dà sull'esterno, cioè l'altro muro dell'angolo, nel quale a sua volta si apre un'altra finestra che permette di avere lo scorcio di un interno, subito interrotto da un muro nel quale vi è una nuova finestra che dà su un paesaggio (diverso a seconda dei lati della copertina). In questi spazi trovano collocazione personaggi e oggetti che fanno riferimento alle copertine dei precedenti album dei Pink Floyd. Per esempio si ritrovano:
- un uomo in fiamme, come sulla copertina di Wish You Were Here;
- le statuine di un maiale e di una mucca, che simboleggiano le copertine rispettivamente di Animals e Atom Heart Mother;
- un uomo con lampadine attaccate all'abito, dalla copertina dell'album dal vivo Delicate Sound of Thunder;
- quattro maschere che riproducono i volti dei componenti del gruppo, come sulla copertina di Is There Anybody Out There? The Wall Live 1980-81;
- mattoni bianchi e lo stemma dei due martelli incrociati, che rappresentano The Wall;
- una bicicletta, che si riferisce alla canzone Bike di The Piper at the Gates of Dawn e un poster che riproduce la copertina dell'album;
- un'ascia, riferita alla canzone Careful with That Axe, Eugene;
- una boccia per pesci, citazione dal testo di Wish You Were Here;
- un uomo in divisa militare, che richiama l'album The Final Cut;
- un letto d'ospedale, come sulla copertina di A Momentary Lapse of Reason;
- le maschere della copertina di The Division Bell;
- un prisma dalla copertina di The Dark Side of The Moon;
- un modellino di un aereo appeso al soffitto, che rimanda allo schianto dell'aereo sul muro nella canzone In the flesh? contenuta nell'album The Wall;
- un quadro che riprende la cover del loro primo album The Piper At The Gates Of Dawn;
- un uomo in costume da bagno azzurro, lo stesso uomo utilizzato nelle immagini all'interno dell'album Wish You Were Here.
- un bersaglio a cerchi bianchi e rossi che si trova negli occhi delle statue sulla copertina di The Division Bell
- un quadro che riprende la copertina del loro album Meddle;

## Tracce
Disco 1
1. Astronomy Domine – 4:10 (Syd Barrett)
2. See Emily Play – 2:47 (Syd Barrett)
3. The Happiest Days of Our Lives – 1:38 (Roger Waters)
4. Another Brick in the Wall (Part 2) – 4:01 (Roger Waters)
5. Echoes – 16:30 (David Gilmour, Nick Mason, Roger Waters, Richard Wright) – versione ridotta
6. Hey You – 4:39 (Roger Waters)
7. Marooned – 2:02 (Richard Wright, David Gilmour) – versione ridotta
8. The Great Gig in the Sky – 4:39 (Richard Wright)
9. Set the Controls for the Heart of the Sun – 5:20 (Roger Waters)
10. Money – 6:29 (Roger Waters)
11. Keep Talking – 5:57 (David Gilmour, Richard Wright, Polly Samson)
12. Sheep – 9:46 (Roger Waters) – versione ridotta
13. Sorrow – 8:45 (David Gilmour)

Disco 2
1. Shine On You Crazy Diamond (Parts 1-7) – 17:32 (David Gilmour, Roger Waters, Richard Wright) – versione ridotta
2. Time – 6:48 (Nick Mason, Roger Waters, Richard Wright, David Gilmour)
3. The Fletcher Memorial Home – 4:07 (Roger Waters)
4. Comfortably Numb – 6:53 (David Gilmour, Roger Waters) – versione estesa con la parte finale di Bring the Boys Back Home
5. When the Tigers Broke Free – 3:42 (Roger Waters)
6. One of These Days – 5:14 (David Gilmour, Nick Mason, Roger Waters, Richard Wright) – versione ridotta
7. Us and Them – 7:51 (Roger Waters, Richard Wright)
8. Learning to Fly – 4:50 (David Gilmour, Anthony Moore, Bob Ezrin, Jon Carin)
9. Arnold Layne – 2:52 (Syd Barrett)
10. Wish You Were Here – 5:20 (David Gilmour, Roger Waters)
11. Jugband Blues – 2:56 (Syd Barrett)
12. High Hopes – 6:59 (David Gilmour, Polly Samson) – versione ridotta
13. Bike – 3:24 (Syd Barrett)

## Formazione
Pink Floyd
- Syd Barrett - chitarra e voce in Astronomy Domine, See Emily Play, Arnold Layne, Jugband Blues, Bike
- Roger Waters - basso, chitarra in Sheep, tape effects e voce
- David Gilmour - chitarre, basso fretless in Hey You, basso in Sheep e High Hopes, tastiere addizionali, drum programming in Sorrow e voce
- Richard Wright - tastiere, organo, piano, sintetizzatori, clavinet e voce
- Nick Mason - batteria, percussioni, tape effects e voce in One of These Days

Altri musicisti
- James Guthrie - rimasterizzazione, percussioni in The Happiest Days of Our Lives
- Dick Parry - sassofono baritono e tenore in Money, Shine On You Crazy Diamond e Us and Them
- Clare Torry - voce in The Great Gig in the Sky
- Michael Kamen - orchestrazione in High Hopes, The Fletcher Memorial Home e When the Tigers Broke Free, pianoforte in The Fletcher Memorial Home
- Jon Carin - tastiere aggiuntive in Marooned, Keep Talking e High Hopes
- Guy Pratt - basso in Marooned e Keep Talking
- Tony Levin - basso in Sorrow e Learning to Fly
- Sam Brown, Durga McBroom e Carol Kenyon - voce in Keep Talking
- Lee Ritenour - chitarra acustica in Comfortably Numb
- Islington Green School - coro in Another Brick in the Wall (Part 2)
- Pontardulais Male Voice Choir diretto da Noel Davis - coro in When the Tigers Broke Free
- The Salvation Army: Ray Bowes (cornetta), Terry Camsey (cornetta), Mac Carter (trombone), Les Condon (tuba Mib), Maurice Cooper (eufonio), Ian Hankey (trombone), George Whittingham (tuba Sib), e altri in Jugband Blues

## Brani scartati
Secondo James Guthrie, anche i seguenti brani furono presi in considerazione per essere inclusi nella raccolta, venendo tuttavia accantonati:
- Brain Damage
- Eclipse
- Interstellar Overdrive
- Careful with That Axe, Eugene
- Fearless
- Breathe
- Paranoid Eyes
- Mother
- Your Possible Pasts
- Fat Old Sun
- San Tropez
- Atom Heart Mother
- If
- Grantchester Meadows
- The Scarecrow
- Chapter 24
- Dogs
- Nobody Home
- Young Lust
- The Gunner's Dream

## Classifiche
| Classifica (2001) | Posizione massima |
| ----------------- | ----------------- |
| Islanda           | 3                 |